# Godoy Cruz Antonio Tomba
Club Deportivo Godoy Cruz Antonio Tomba este un club de fotbal argentinian cu sediul în Godoy Cruz, Mendoza care evoluează în Primera División Argentina. Echipa susține meciurile de acasă pe Estadio Malvinas Argentinas cu o capacitate de 48.000 de locuri.